# Морозов Олег Андрійович
Олег Андрійович Морозов (рос. Олег Андреевич Морозов, нар. 17 березня 1937, Сінявіно — пом. 1 квітня 2006) — радянський футболіст, нападник.
Насамперед відомий виступами за клуб ленінградський «Зеніт», а також національну збірну СРСР.

## Клубна кар'єра
У дорослому футболі дебютував 1957 року виступами за команду «Буревісник» (Ленінград). 
Своєю грою за цю команду привернув увагу представників тренерського штабу основного ленінградського клубу, «Зеніта», до складу якого приєднався 1957 року. Відіграв за цю команду наступні чотири сезони своєї ігрової кар'єри. Більшість часу, проведеного у складі «Зеніта», був основним гравцем атакувальної ланки команди. У складі «Зеніта» був одним з головних бомбардирів команди, маючи середню результативність на рівні 0,34 голу за гру першості.
Згодом з 1961 по 1962 рік грав у складі інших ленінградських команд, «Адміралтієць» та «Динамо».
Завершив професійну ігрову кар'єру у команді «Трудові резерви» (Луганськ), за яку виступав протягом 1963 року.
Помер 1 квітня 2006 року на 70-му році життя.

## Виступи за збірну
1958 року дебютував в офіційних матчах у складі національної збірної СРСР, провівши товариську гру проти збірної Чехословаччини. В подальшому до лав збірної не викликався.
| Дата       | Місто | Господарі      | Результат | Гості | Турнір           | Голи | Примітки |
| ---------- | ----- | -------------- | --------- | ----- | ---------------- | ---- | -------- |
| 30/08/1958 | Прага | Чехословаччина | 1 – 2     | СРСР  | товариський матч | -    |          |
| Усього     |       | Матчів         | 1         |       | Голів            | 0    |          |